# صليب الخدمة المتميزة (الولايات المتحدة)
صليب الخدمة المتميزة (Distinguished Service Cross) هو ثاني أعلى وسام عسكري في الولايات المتحدة الأمريكية بعد ميدالية الشرف، ويمنح لأفراد الجيش الأمريكي الذين قاموا بأعمال شجاعة وبطولية بدرجة أقل من الأعمال التي تمنح من أجلها ميدالية الشرف. ولهذا الوسام أوسمة مكافئة له وهي صليب البحرية وصليب القوات الجوية. وقد منح الوسام للمرة الأولى في الحرب العالمية الأولى.